# Oulankajoki
La rivière Oulanka (en finnois : Oulankajoki) est un cours d'eau de Finlande orientale et de République de Carélie,,.

## Description
La rivière Oulankajoki mesure 135 kilomètres de long dont 105 kilomètres du côté finlandais et 30 kilomètres du côté russe. Avant les cessions territoriales de 1944, la quasi-totalité du fleuve se trouvait du côté finlandais.
La rivière Oulanka part de Salla, d'où elle coule vers le sud, après avoir arrosé la municipalité de Kuusamo le fleuve se tourne vers le sud-est et coule dans le raïon de Louhi en république de Carélie.
Après avoir traversé la frontière, la rivière coule vers l'est à travers le lac profond et étroit Paanajärvi (fi), puis tourne à nouveau vers le sud-est et se jette dans le lac Pääjärvi.
Une grande partie de la rivière du côté finlandais appartient au parc national d'Oulanka. La partie russe fait partie du parc national de Paanajärvi.
Le paysage naturel et culturel de l'Oulankajoki est classé parmi les paysages nationaux de Finlande par le ministère de l'Environnement.
La rivière Oulankajoki est très visible sur le  sentier de l'ours.
L'Oulankajoki fait partie du bassin du fleuve Kovda en Finlande, en République de Carélie et dans l'oblast de Mourmansk en Russie.